# Tichon (Klitin)
Tichon, imię świeckie Pawieł Klitin (ur. 1835, zm. 23 listopada?/5 grudnia 1896) – rosyjski biskup prawosławny.

## Życiorys
Był synem kapłana prawosławnego pracującego w eparchii smoleńskiej i wiaziemskiej. W Smoleńsku ukończył seminarium duchowne. 13 sierpnia 1862, po dwuletnim nowicjacie, złożył wieczyste śluby mnisze. 26 września tego samego roku został hierodiakonem, zaś 22 października - na hieromnicha. W 1863 podjął wyższe studia teologiczne w Petersburskiej Akademii Duchownej, które ukończył w 1867. Został następnie zatrudniony w Kazańskiej Akademii Duchownej jako wykładowca Pisma Świętego. W 1870 uzyskał tytuł naukowy magistra teologii.
19 kwietnia 1875 otrzymał godność archimandryty i został rektorem seminarium duchownego w Samarze. Od 1882 był przełożonym monasteru Jeleckiego w Czernihowie. Po trzech latach został przeniesiony do Monasteru Domnickiego, zaś w 1888 - do monasteru Przemienienia Pańskiego w Nowogrodzie Siewierskim.
26 kwietnia 1892 miała miejsce jego chirotonia na biskupa muromskiego, wikariusza eparchii włodzimierskiej i suzdalskiej. W 1895 został biskupem priłuckim, wikariuszem eparchii połtawskiej. Rok później został wyznaczony do objęcia katedry orenburskiej i uralskiej, lecz zmarł w drodze do nowej siedziby w grudniu 1896.
Autor tekstów o tematyce teologicznej.